# Kuća napuljskog princa
Kuća napuljskog princa je rimski domus (gradska kuća) smješten u Pompejima, u blizini Napulja, južna Italija. Građevina je tako nazvana jer su princ i princeza od Napulja prisustvovali svečanom iskapanju odabranih soba 1898.
Kuća je u cijelosti oslikana u pompejskom četvrtom stilu i značajna je jer je u cijelosti uređena u jednom stilu i iz jednog razdoblja, za razliku od mnogih drugih koje su često mješavina stilova iz različitih razdoblja.
Nalazi se u Regio VI, Insula XV grada Pompeja.

## Opis
Kuća je nastala spajanjem dviju ranijih kuće. Imala je dva kata, ali se gornji gotovo potpuno urušio nakon erupcije.
Atrij je bio toskanskog reda, sa središnjim impluvijem: vjerojatno je obnovljen neposredno prije potresa 62. godine koji je oštetio strukturu. U prostoru atrija sačuvane su freske iz posljednje faze uređenja.
Stražnji dio domusa sastoji se od bogato ukrašenih prostorija oko trijema i središnjeg vrta.
Čini se da su prostori s obje strane glavnog ulaza bili trgovine. Rupe na vanjskoj strani sjevernog pročelja označavaju učvršćenja nadstrešnice.
Kuća je bila naseljena u vrijeme erupcije, na što ukazuju pronađeni kosturi, ostaci hrane i kućnih stvari u većini soba.

## Iskopavanja
Prvo iskapanje započelo je u listopadu 1896. nakon što su otkriveni ulazi nakon iskapanja prostrane kuće Vettii. Tim za iskopavanje ušao je kroz fauces u atrij, a artrfakti su pronađeni u sobama (c), (d) i (n). Rad se nastavio do kraja prosinca 1896., s daljnjim nalazima otkrivenim u (d), (n), (e), (g) i (l). Iskapanja su nastavljena tek u veljači 1897. kada su kuhinja i dva kubikula konačno očišćeni.
Iskapanja u kojima su se očekivali artefakti bila su rezervirana za službeni kraljevski posjet u proljeće 1898. i pri ovom službenom imenovanju iskopavanja pronađeni su bogati nalazi u dva kubikula, tablinumu, trikliniju i eksedri. Još jedno svečano iskapanje pred velikim vojvodom od Saxe-Weimara 1898. rezultiralo je nalazima u smočnici i prostoriji kojoj se pristupilo kroz ulaz 7 u kojem se nalazilo stubište za gornji kat, čime je iskapanje službeno završeno.
Na kraju su postavljeni zaštitni krovovi. Godine 1972. uklonjen je veliki dio starih zidova gornjeg kata kako bi se postavili ravni betonski stropovi u prizemlju i popločani krovovi iznad atrija i portika.

## Povijest
Kuća je izvorno izgrađena tijekom razdoblja vapnenca (3. st. pr. Kr.) jer se ulaz u potpunosti sastoji od opus incertum s crumom i lavom. Vapnenački okvir južnog zida vrta također pokazuje da pripada tom ranijem razdoblju. Nepostojanje vapnenačkih stupova u pregradnom zidu između atrija i trijema ukazuje da se radilo o naknadnoj preinaci.

### Kasno 2. stoljeće pr
Tijekom kasnog 2. stoljeća pr. Kr, Pompeji su doživjeli veliku populacijsku ekspanziju, a u insulama regije VI su otvoreni objektima koji su se bavili urbanom trgovinom. Nadalje, smatra se da je gornji kat ove strukture, srušen 1970-ih, iznad (a), (b), (c) (e), (f), (i), (k) i (l) sadržavao sobe koje su se možda iznajmljivale kao stanovi.
Konstrukcija impluvija je iz ranog 1. stoljeća prije Krista, dijelom zbog okolnog podnog pločnika opus signinuma, signinuma s razmaknutim sedrenim teserama koje su se naširoko koristile u Pompejima nakon oko 100. pr. Kr. Smatra se da je ovo poboljšanje bilo dio cjelokupne obnove sjevernog dijela građevine u to vrijeme.
Razlog za obnovu možda je bio popravak velike štete i moguća promjena vlasništva koja se poklopila s posljedicama Savezničkog rata. Pompeji su bili jedan od kampanskih gradova koji su se pobunili protiv Rima u ovom sukobu. Godine 89. pr. Kr., general, a kasnije i diktator, Lucije Kornelije Sula, pokrenuo je opsadu Pompeja, gađajući Porta Ercolano u Regiji VI, o čemu svjedoče udarni krateri od tisuća projektila i balista koji su još uvijek vidljivi na zidinama drevnog grada.
Impluvij površine oko 0.4 m2 je postavljen malo južnije od ulazne osi kako bi bio paralelan s južnim zidom prostorije. Veliki mramorni stol (cartibulum) poduprt krilatim grifonima pronađenim na tom mjestu postavljen je na zapadnom rubu impluvija od 1977.
Pomaknuta os impluvija služila je za usmjeravanje pozornosti posjetitelja na lijevu stranu atrija gdje su se nalazila vrata u javne prostorije za primanje. Ova diferencijacija prostora također je odvratila pozornost od slabo osvijetljenih pomoćnih prostora kuće smještenih u desnoj polovici atrija, neukrašenog kubikula ostijarija (a), s uskim stepenicama koje su vjerojatno vodile do robovskih prostorija na gornjem katu, i neukrašena kuhinja, zahod i smočnica (g) i (h). Smočnica ili ostava mogla se koristiti i kao prostor za jelo za kućne robove.
Ovaj discentrirani raspored odražava utjecaj grčkih arhitektonskih dizajna helenističkih kuća i palača u kojima su muškarci koji su dolazili u posjet bili namjerno usmjereni dalje od unutarnjih prostora u kojima žive žene. No, tamo gdje su Grci koristili raspored za stvaranje privatnosti, Rimljani su ga koristili za kontrast prostora za pozvane naspram nepozvanih posjetitelja.

### 1. stoljeće
Sljedeća veća obnova dogodila se u 1. polovici 1. stoljeća, kada je probijen prolaz između atrija kojem se pristupalo kroz ulaz 8 i prostora koji će postati trijem u strukturi kojoj se pristupalo kroz ulaz 7. Izgrađena je nova pregrada s prozorima kako bi se odvojio prostor jugozapadno od atrija, koji bi postao tablinum s bačvastim svodom sa susjednim kubikulom i pružao pogled na vrt.
Ovo je u biti stvorilo "glavni apartman" s pogledom na vrt iz obje sobe i pružanjem dodatnog svjetla pojačanog okulusom u kubikul (f). Znanstvenici ukazuju na postojani obrazac u rimskoj arhitekturi kao što je ovaj, prema kojem je veća prostorija za primanje, tablinum u ovom slučaju, postavljena nasuprot manjoj prostoriji prikladnih proporcija za spavaću sobu, što potvrđuje prisutnost kreveta, označavajući hijerarhiju intimnosti u kojoj je gost mogao ići naprijed od tablinuma do spavaće sobe i, možda, do samog prostora za krevet.
Prozori su također pružali pogled u vrt za posjetitelje u lijevoj polovici atrija i osiguravali dodatno osvjetljenje. I Ciceron i Plinije Stariji, upoznati s zapovijedima slavnog rimskog arhitekta Vetruvija, raspravljaju o važnosti uokvirenog pogleda u rimskoj arhitekturi ne samo u estetske svrhe, već i za demonstriranje kontrole nad sirovom prirodom, a čak bi i skromni vlasnici kuća bili svjesni toga ove arhitektonske strategije.
Novi prolaz također je omogućio učinkovitiji pristup iz kuhinje do prenamijenjenog velikog triklinija, a potom i nove eksedre.
Prostor koji će postati triklinij bio je ograđen, a na stropu je visio bačvasti svod u smjeru istok–zapad. Istočni zid izgrađen je od vapnenca opus reticulatum u obliku dijamanta, koji je u Pompejima uglavnom post-augustanski.
Prenamijena  ovog prvoklasnog komercijalog prostora duž Viccolo dei Vetti u objekt za domaću upotrebu daje naslutiti da su novi vlasnici bili bogatiji od prijašnjih vlasnika. Novi vlasnik žrtvovao je gospodarski prostor kako bi stvorio društveni kapital.
Da je novi vlasnik zapravo bio liječnik, na što upućuju nalazi kirurških instrumenata, vjerojatno bi njegovi ekonomski interesi bili bolje zadovoljeni dobivanjem pacijenata s povišenim društvenim statusom.
Nova pregrada koja je tvorila sjeverni zid triklinija zatvarala je susjednu prostoriju kojoj se pristupalo kroz ulaz 7 koji je sadržavao stubište za gornji kat. Stupovi su dodani između vrta i ostatka prostora kojem se prije pristupalo kroz ulaz 7.
Bačvasti svod istok-zapad također je dodan kubikulumu (c) i tablinumu (e), a bačvasti svod sjever-jug također je dodan kubikulumu (f). Možda je tada postavljen i okulus u cubiculum (f), koji dodatno osvjetljava taj prostor.

### 55. - 79.
Oko 55. godine, na temelju slikarskog stila i blagog premještanja jednog od stupova trijema, uz južni zid trijema izgrađena je eksedra s bačvastim svodom u smjeru sjever–jug. Njegov istočni zid zatvarao je malu apoteku (prostor za ormarić) između eksedre i triklinija.
Nakon velikog potresa 62. godine vidljivo je novo žbukanje na južnom zidu triklinija, zapadnom zidu trijema, sjevernom i južnom zidu kubikula (c), završnim zidovima faucesa i oko lararija u vrt. Također, u nekom trenutku nakon potresa, velika vrata koja izlaze na ulicu na istočnom zidu prostorije (i) zatvorena su opus incertumom sastavljenim od raznih materijala, vjerojatno od potresnog otpada.
Posude za skladištenje u atriju i utezi za tkalački stan u drugoj prostoriji ukazuju na komercijalnu ili industrijsku aktivnost. Također pribor za kuhanje i kuhanje u sobama osim kuhinje sugeriraju neuobičajenu popunjenost nakon potresa 62. godine. Također su sobe (c) i (k) bile grubo renovirane što implicira stanovanje nižeg statusa.
Nakon erupcije 79. godine kuća je opljačkana, kao što pokazuje nekoliko proboja u zidovima istočno od atrija, a mnogi od zabilježenih nalaza bili su s ovog područja.

## Ukrasi i nalazi

### Fauces (b)
Fauces je popločan sivim signinumom s mrežom pravokutno postavljenih nizova bijelih tesera. Postoje dva pilastra tamne oker boje koja su popravljena, vjerojatno zbog potresa 62. godine. Prostor uključuje ostatke figurativne slike za koju neki znanstvenici smatraju da je bila Prijap ili neka slična figura čuvara. Sokl, obojen crnom bojom, raščlanjen je žutim linijama sa žutim kandelabrima, s crvenom glavnom zonom i bijelom gornjom zonom. Kocke obrubljene sivom i crvenom bojom naslikane su u bijeloj gornjoj zoni kako bi oponašale zidanje, ukrasni motiv prenesen iz Prvog stila.

### Atrij (d)
Atrij, kao i fauces, ima crni sokl na vrhu s crvenom glavnom zonom i bijelom gornjom zonom oslikanom s tri reda pravokutnika obrubljenih sivom i crvenom bojom. Crvenu glavnu zonu definiraju uske zelene trake sa svijetlozelenim obrubom i filigranski obrub s jednostavnim uzorkom pupoljaka apliciranim u oker boji. Plutajući amblemi uključuju plesne labudove i druge ptice za koje se misli da su paunovi.
U atriju su iskopavači pronašli brončani zdjelu s dvije ručke koje završavaju u obliku glave guske, još jednu brončanu zdjelu širokog otvora s dvije pomične ručke, brončanu kantu s pomičnom ručkom, okruglu kutiju s poklopcem na šarkama, brončana fibula, tava s izbočenom usnom i kružnom ručkom, još jedno veliko vjedro s pomičnom ručkom koja završava okrenutim guščjim glavama s fiksnim prstenom za vješanje u sredini i dvije amfore od terakote s natpisom. Velika brončana kanta ove vrste najčešće se koristila za miješanje vina s vodom u kuhinjskom prostoru prije posluživanja. Zatim se prenosilo u vrč za pretakanje razvodnjenog vina u šalicu ili čašu.

### Kubikul (c)
Crno podnožje u ovoj prostoriji prošarano je crvenom i oker bojom kako bi se simulirao mramor, a odvojeno je od bijele glavne zone oker prugom. Bijela glavna zona s crvenim okvirom podijeljena je crnim okomitim linijama s crvenim unutarnjim okvirima na ploče s plutajućim amblemima plesnih labudova i koza u skoku. Na istočnom zidu je prozor koji se proteže u gornju zonu za dodatno osvjetljenje. U sjevernom zidu gdje još nije bila popravljena siva podna obloga signinuma nalazi se nedavno postavljena krevetna niša. Tri rupe, dvije na sjevernom zidu i jedna na zapadnoj polovici bočnog zida su sumnjive "pljačkaške" rupe koje su konzervatori zatrpali kako bi spriječili daljnji pristup.
U prostoriji je pronađena ljudska lubanja i djelomični kostur, brončani kirurški instrument, herma s reljefnom ženskom glavom i falusom (Afrodita), malo zvono, komad kosti obrađen na tokarskom stroju s pomičnom kukom na vrh, kalup za vreteno i dva utega u obliku piramide. Pronađena je i fragmentirana pločica s Oscanskom oznakom.
Njemački znanstvenici s kraja 20. stoljeća nagađali su da je kostur vjerojatno ostatak pljačkaša ubijenog od pada krhotina. Međutim, prisutnost kirurškog instrumenta, apotropejske Afroditove herme i zvona zajedno s otkrićem drugih kirurških instrumenata na mjestu upućuju na mogućnost da je osoba možda bila pacijent kojeg je liječio domaći liječnik.

### Kubikul (a)
Svi su zidovi bili ožbukani grubim crnim pijeskom. Sjeverni zid iznad stepenica okrenutih zapad-istok koje vode na gornji kat bio je ožbukan finom blijedoružičastom smjesom. Smatra se da je ova soba bila spavaća soba ostijarija (vratara), a možda i njegove obitelji. U prostoriji se nalazio brončani svijećnjak u obliku stabla s tri noge poduprtog s tri grančice. Kopači su također pronašli as (novčić) koji je kovao Tiberije, tri assa koje je kovao Neron i dupondij koji je kovao Vespazijan. Dodatni nalazi uključivali su brončani perforirani cilindar, olovni piramidalni uteg, urceo od terakote (vrč koji se često koristio za garum), staklenku bez ručke, svjetiljku s fragmentiranom ručkom, tanjurić i staklenu bocu s velikim grlom.

### Kuhinja sa zahodom (g)
U sjeverozapadnom kutu ovog prostora pronađeni su ostaci peći s velikom okruglo zasvođenom skladišnom nišom iznad, au sjeveroistočnom kutu identificiran je zahod. Izvorno su postojala vrata u prostor koji će postati tablinum, ali su u jednom trenutku zazidana. Uz južni zid pronađeni su i ostaci drvenog stubišta za kat. Jedina preostala zidna obrada je neobojena crvenkasta žbuka.
Nalazi prijavljeni u ovom prostoru uključuju dvije unguentarije, malu bočicu stožastog oblika, bočicu sferičnog trbuha i malu staklenu šalicu. Brončani predmeti uključivali su lokot s dvije kopče, zakrivljeni liječnički skalpel sa željeznom oštricom i drškom u obliku maslinovog lista, izbočinu poduprtu pokretnim prstenom i pravokutni štit brave. Iskopavači su također pronašli posudu od terakote s ručkom i izbočenim trbuhom, peharnu vazu s dvije ručke i amforu.

### Ostava (h)
Ovo spremište imalo je samo ostatke grube žbuke na zidovima. Nalazi su bili eliptični brončani figurasti zdjelić, dvije brončane posude s perforiranim drškama, brončano postolje s ručkom koja završava labuđim glavama i maskom u fragmentiranom dnu, još jedan brončani zdjelica bez ručki, brončana kopča, brončana kuka i a korodiran kakav je kovao Tiberije. Ostali nalazi uključuju dva prokoa od terakote, lagenu s dvije ručke, amforu s dvije ručke, pignattino s poklopcem bez ručki, fragmentiranu tavu, imitaciju Arezzo posude (arentinsko posuđe), tanjurić, svjetiljku s jednim luminelom ukrašenim dva dupina i kormilo, stakleni odorino, oklop raka, fragmentirana željezna sjekira te kosti kokoši i ovce.

### Tablinum (e)
Na južnom zidu pronađeni su nosači za štukature ili drvene dovratnike. Pod je popločan cocciopestom s travertinom i pločama lave. Crni socle i bijela glavna zona podijeljena je na ploče. Amblemi sokla uključuju plesne labudove, lepršave ptice, svijetlo i tamnozelene lisnate trajnice i jednostavno iscrtane lotosove cvjetove. Glavna polja uključuju skupine zelenih listova s crvenim peteljkama. Na sjevernom zidu s obje strane arhitektonskog okvira oker boje naslikani su pinake psa koji juri jelena i psa koji laje na jelena koji skače udesno. U bijeloj luneti zapadnog zida naslikani su hipokamp i tri dupina. U središtu zapadnog zida naslikan je arhitektonski okvir s lijevo okrenutim grifonom koji se nalazi na kutu njegove profilacije. Pinaks dviju riba okruženih drugim morskim životinjama naslikan je na desnoj ploči, a zlatna posuda ili posuda s kutlačom naslikana je na gornjoj lijevoj ploči iznad ulaza u cubiculum (f).
Nalazi uključuju jedan cilindrični kotao bez ručke, drugi kotao s bazom pričvršćenom na dva nosača u obliku neprepoznatljivih životinja okrenutih prema gore, prsten pričvršćen za ručku i odgovarajući poklopac obješen na lančić, još jedan mali prsten pričvršćen za privjesak za ključeve, markirana terakota pločica, veliki, okrugli željezni žeravnik, brončani oleare s odvojenom ručkom, još jedan oleare slične veličine i dvije šarke za vrata.

### Cubiculum (f)
Njemački arheolozi otkrili su gipsane rubove izgubljenih drvenih panela vrata koji su mogli zatvoriti vrata između tablinuma i ovog kubikuluma. Slično tablinumu, ovaj prostor ima crni sokl raščlanjen na polja sa širokolisnim zelenim biljem naglašenim žutim cvjetnim ornamentima ispod traka pilastra. Glavna zona je bijela podijeljena na polja tamnocrvenim prugama. Paneli su dodatno detaljizirani filigranskim rubovima i plutajućim amblemima suprotstavljenih grifona, letećih labudova s glavama okrenutim unatrag, dupina i skakača. U luneti alkovena nalazi se obris pauna okrenutog udesno i dva okrugla ploda.

### Porticus (l)
Podni pod je grubi cocciopesto. Crni podnožje, podijeljeno bijelim linijama, naglašeno je jednostavnim dijamantima koji okružuju cvjetove s četiri latice. Glavna i gornja zona su bijele boje uokvirene crvenim prugama i odvojene od sokla oker prugom. U središtu sjevernog zida nalazi se pilastarska traka koja zatvara kandelabar u oker boji okrunjen frontalnom sfingom u tamnocrvenoj i plavozelenoj boji. Desno od trake pilastra je crveno uokviren pinaks dviju ptica s trešnjama i mirabelama. Gornji pojas podijeljen je ornamentalnim bordurama na simetrična polja naglašena cvjetnim viticama. Rubni dizajni na onome što je ostalo od slike na preostalim zidovima imaju drugačiji uzorak od sjevernog zida. Desno od dovratnika na istočnom zidu na malom sačuvanom polju nalazi se žuti dupin.
Među nalazima su brončano vjedro s pokretnom ručkom, ovalna tava s dugom prstenastom drškom, dvije fine ručke s maskama koje pripadaju kotlu, zdjelica (tarionik i tučak) s tučkom u obliku ljudskog prsta i amfora od terakote. Na južnoj strani peristila iskopavači su pronašli brončanu kružnu tavu i ovalni poklopac s pokretnom ručkom.

### Sekundarna soba (i) sa stepenicama (p) do gornjeg kata
U (p) dijelu prostora u kojem se nalaze stepenice za kat nalazi se gruba žbuka sastavljena od crnog pijeska s sitnim komadićima opeke. Na jezičnom zidu i ispod nekadašnjih stepenica. Ista žbuka korištena je i na ostalim zidovima (i), osim na južnom i istočnom zidu gdje je nanesena sokla od fine crvenkaste žbuke do 1 3/4 m. visoka. Na istočnom zidu pilastar uz ulaz 7 je crvenom bojom, a unutarnja strana susjednog pregradnog zida obojena je oker bojom.
Kopači su u prostoru ispod stubišta pronašli 54 pravokutna protuutega piramidalnog oblika s rupama za vješanje.

### Triklinij (k)
Podni pločnik u ovom prostoru je fini cocciopesto crvene boje, au središtu prostorije je opus sectile geometrijski mozaik sastavljen od kvadrata i trokuta u različitim bojama mramora. Štukaturirani vijenac sačuvan je u cijelosti na istočnom zidu, ali samo u ostacima na sjevernom zidu i fragmentiran je u luneti poluprostornog svoda. Različiti filigranski obrubi korišteni su za definiranje tri ploče zidnih slika u glavnoj zoni četvrtog stila iznad crveno-ljubičastog sokla ukrašenog biljkama, pticama i dupinima. Lažne arhitektonske strukture ogrnute vijencima od lišća i oživljene kozama, pticama i grifonima, upleteni svijećnjaci i mala svetišta koja okružuju postolja koja drže glave Meduze, prednje sfinge ili dionizijske pantere s kantarosima naseljavaju gornju zonu.
Na istočnom zidu u glavnoj zoni, dvije edikule koje sadrže tordirani svijećnjak s ukrasnim entablaturom na vrhu s tragičnim maskama bočno bočno uokvirenu sliku Parisa i Helene ili Adonisa i Afrodite s erotima koji stoje između njih.
Izvorni talijanski istraživači, August Mau i Antonio Sogliano, identificirali su par kao Parisa i Helenu. Njemački arheolog Volker Michael Strocka, analizirajući sliku u svom pregledu strukture iz 1984., nije se složio, ističući da Paris nije nosio istočnjačku nošnju niti je pratio bilo koji drugi atribut povezan s Parizom i da nema prikaza na kojem su Paris i Helena licem drugi usprkos brojnim drugim primjerima para drugdje u Pompejima. Umjesto toga, Strocka je rekao da mladićeva hlamida predstavlja herojsko ruho i ukazuje na ostatke drške koplja na slici. Također ističe da žena koju je Sogliano opisao kako nosi zlatni dijadem, naušnice, ogrlicu, armile i uobičajenu zlatnu vrpcu koja joj prelazi preko prsa kao na figurama Venere, vrlo nalikuje brojnim opisima Afrodite-Venere. Zatim zaključuje da, budući da mladiću nedostaje uobičajeno oružje koje inače ide uz prikaz Aresa, lik mora biti Adonis ako je žena Afrodita. Strocka spominje i dva postpompejanska prikaza koja, kao i ova slika, prikazuju Adonisa s lijeve strane odjevenog u plašt i opremljena samo kopljem te Afroditu s desne strane.
U gornjoj zoni istočnog zida nalazila su se tri pravokutna pinaka koja su potpuno uništena, iako je originalni iskopavač Mau opisao središnji koji je tada još bio netaknut. Opisuje noćni krajolik s djelomično natkrivenim mostom preko rijeke s dvije kore s veslačima. Čini se da druga dva čovjeka na mostu pomažu barkovima da slete.
Na sjevernom zidu triklinija dvije maštovite edikule s paunovima bočno okružuju uokvirenu sliku Perzeja i Andromede. Perzej, s lijeve strane, herojski je nag i drži glavu Meduze iznad glava para tako da se ona odražava u bazenu vode kako bi Andromeda mogla sigurno gledati u nju.
- Helenistički Perzej i Andromeda u Trikliniju Kuće napuljskog princa
- Panel Perzej i Andromeda u rimskom stilu iz Casa della Saffo
- Perzej i Andromeda na ploči u rimskom stilu iz Casa dei Capitelli Colorati

Friedrich Matz povezuje ovaj prikaz s helenističkom slikom iz sredine 2. stoljeća prije Krista, iako na ovoj slici ističe da je Andromeda okrenuta prema van kao bezizražajna figura u plaštu, oponašajući tako piramidalnu skupinu klasicizma iz 4. stoljeća prije Krista. Slike para pronađene na drugim mjestima u Pompejima, uključujući u oekusu Casa dei Capitelli Colorati (VII, 4, 51-31) i Casa della Saffo, (Pompeji VI) odražavaju rimsku verziju s Perzejem koji gleda u Andromedu, a ne u zrcalna slika Meduze.
Južni i zapadni zid izvorno su bili jednako ukrašeni kao i istočni zid. Treća slika na ploči na južnom zidu potpuno je uništena, vjerojatno u potresu već 62. godine. Strocka zaključuje da se vjerojatno radilo o još jednom herojskom paru ljubavnika koji predstavljaju suprotne ili komplementarne aspekte ljubavi.
Slike: 
- Opus Sectile mozaik u trikliniju
- Amblem erota na sjevernom zidu triklinija
- Adonis i Afrodita na istočnom zidu triklinija
- Detalj južnog zida triklinija
- Glavna zona istočnog zida triklinija
- Glavna zona južnog zida triklinija
- Gornja zona južnog zida triklinija
- Gornja zona sjevernog zida triklinija
- Gornja zona istočnog zida triklinija
- Gornja zona istočnog zida triklinija
- Gornja zona istočnog zida triklinija
- Gornja zona istočnog zida triklinija

Nalazi u ovoj najvećoj sobi za primanje uključivali su brončani umivaonik s dvije ručke koje prikazuju savijene dupine sa srebrnim ukrasima, brončanu košaru s dvije pomične ručke završene glavama labudova, brončanu vazu s ručkom u obliku palmete, brončanu vazu s velikim trbušastim okvirom s labudovom glavom i ljudskim palcem na gornjoj ručki i lišćem vinove loze na donjem kraju, brončana vaza s dvije ručke jednostavnog rada, brončana svjetiljka s jednim luminelom i dvostrukom spiralnom ručkom, četiri prstena s lančićima, drugi prsten s četiri lančića, dva brončana klina s alkama, četiri velika brončana klina bez alkica, dugo vreteno i okrugli olovni uteg s brončanom ručkom.

### Apoteka (o)
Smatra se da je ova soba nalik hodniku, samo 34 inča široka i oko 6 1/2 stopa duboka, sadržavala ormar za bilje ili ljekovite spojeve. Ima isti podni pločnik kao portik i čini se da je namjerno napravljen kada je izgrađena eksedra (ljetni triklinij) unutar južne strane portika. Zidovi su joj bili obojeni u bijelo s razdjelnim prugama u crvenoj i oker boji iznad crnog sokla. Na istočnom zidu je tordirani svijećnjak preklopljen crvenom filigranskom bordurom i ulomcima crvene ornamentalne vrpce, zeleni lisnati vijenac s crvenim plodovima i zeleni lav-grif koji izviruje s lijeve strane. U vrtu se nalazi mali prozor u liniji vidljivosti lararija.

### Exedra (ljetni triklinij) (m)
Bijeli glavni i gornji pojas oslikani su iznad crveno-ljubičastog sokla isprekidanog floralnim motivima, delfinima, a na južnom zidu Bukranijem, te naglašenim filigranskim bordurama. Glavna zona južnog zida sadrži raskošne edikule koje okružuju uokvirenu zidnu sliku boga Bakha koji drži svoj legendarni štap tirs i toči vino iz kantharosa. Njegova često prisutna pantera liže vino dok ono teče. Bacchus je gol osim sivog ogrtača prebačenog preko lijevog ramena. Ostale prikazane raštrkane životinje uključuju labudove, koze ili antilope i grifone s drvećem i vijencima lišća. Tri male pinake potpuno su izblijedjele. Pinaks iznad uokvirenog Bakhusa prikazuje prednju masku na zelenoj pozadini. Dvije pinake lijevo i desno od Bakha su gradski pejzaži s ljudskim figurama i arhitektonskim elementima.
Zapadni zid ima slične prikaze fantastične arhitekture i životinja s uokvirenim muralom božice Venere. Prikazana je kako cijedi morsku vodu iz svoje kose, što je tipična poza u pompejanskoj umjetnosti. Ona je potpuno gola osim zlatnih karika na zapešćima i gležnjevima, dvije zlatne ogrlice i dvije prekrižene niti koje zajedno drži broš. Nosi i tijaru. Iznad njezina okvira je pinaks, ali subjekt se više ne može prepoznati.

Na istočnom zidu točno nasuprot Veneri nalazi se pinaks s prikazom dva erota koji su otvorili kutiju za nakit. Lijevi erot poseže za zlatnim obručem u kutiji, dok se desni erot gleda u ručnom zrcalu. Više se ne raspoznaje ni pinaks iznad središnjeg okvira.
- Eksedra: eroti istražuju sadržaj Venerine kutije za nakit
- Bakho izbliza
- Detalj južnog zida eksedre: pinaks
- Detalj južnog zida eksedre
- Detalj istočnog zida eksedre
- Detalj istočnog zida eksedre
- Pinaks na južnom zidu eksedre

Nalazi u eksedri uključuju brončani balzamarij s dvije ručke, brončanu posudu u obliku peciva, staklenu lagenu s dvije ručke, dvije kutije za zrcala od kosti, vreteno i šipku za vreteno, pignattino s brazdama od terakote s jednom ručkom, drugu jednostavnu posudu od terakote, i staklenku u obliku čaše za piće. Kako se pretpostavlja da se iznad ovog prostora nalazio trosoban stan, neki od nalaza mogli su pasti s gornjeg kata.

### Vrt (n)
Na zapadnom zidu vrta nalazi se lararij u obliku hrama s četiri štukaturana stupa. kapiteli su ukrašeni tamnocrvenim kalatosima (raširenim košarama s voćem) s plavim lišćem akantusa. U sjeveroistočnom kutu vrta i danas se nalazi bačvasto glineno čelo otvora cisterne.
Strocka je primijetio da su vlasnici kuće izgleda svjesno postavili lararij kako bi lare mogle "vidjeti" u svaku glavnu prostoriju kuće kao apotropejsku mjeru.
Tijekom tog razdoblja, rimski filozofi, uključujući Cicerona i Plinija starijeg, promicali su sustav arhitektonskog pamćenja u kojem je uređenje doma moglo poslužiti kao mnemonički okidač. Dakle, pogled na lararij mogao je poslužiti da podsjeti stanare doma na važnost pieta, a goste koji su dolazili u posjetu na vrlinu stanara.
Osim lararija, nalazi uključuju fragmentirani trapezoidni mramorni stol formiran lavljom nogom koja se širi prema vrhu kako bi poduprla skulpturu Silena koji izranja iz akantovog lišća i drži bebu Bakha u lijevoj ruci. Iskopavači su također otkrili brončanu pateru s finom drškom pseće glave, vazu s tri izljeva i ručkom koja drži glavu zeca, amforu od terakote i brončanu ručku za ogledalo.

### Gornji kat
Ništa od gornjeg kata nije ostalo nakon što su konzervatori početkom 1970-ih srušili ono što je od njega ostalo kako bi olakšali postavljanje novih stropova u strukturu prizemlja radi zaštite posjetitelja. No postojale su najmanje dvije prostorije iznad prostorija (a) – (c) kojima se pristupalo drvenim stubištem u sjeveroistočnom kutu atrija. Dok je izvorni arheolog Mau pretpostavio da postoji jedna soba iznad (a) i (b) s drugom prostorijom iznad (c), njemački arheolozi su predložili veliku sobu iznad (b) i (c) s predsobljem iznad (a). Godine 1896., prije rušenja, Mau je uočio dijelove južnog zida i pregradnog zida sa spojnim vratima za dvije dodatne sobe preko (e) i (f) kojima se pristupalo stubištem u kuhinji (g). Stubište u (i) vodilo je u zaseban privatni stan iznad (i), (k) i (l), a ne na terasu. Mau je do tog zaključka došao na temelju ostataka nadstrešnih oluka. Pretpostavlja se da nalazi sjeverno od kuće VI 15, 6 potječu iz gornjih prostorija kuće napuljskog princa, najvjerojatnije iz ovog privatnog stana.
Nalazi su uključivali dva staklena vrča, dvije unguentarije, brončanu šarku, vrlo malu brončanu figuru Fortune s prstenom na stražnjoj strani koji je visio kao amulet, mali brončani kirurški instrument s okom na jednom kraju i kuglom na drugom kraju, dvije patere s finim drškama u obliku ovnove glave, konjski oglav, brončano kružno zrcalo, dno pehara od terakote Arezzo sa zaštitnim znakom noge, crno lakirani luminello s prstenastom ručkom s prikazima tri božanstva koja sjede za stolom i brončana cilindrična tintarnica.

## Kronologija ukrašavanja
Iako nije sačuvan nijedan grafit koji bi pomogao u datiranju posljednjeg ukrasa Kuće princa od Napulja, njemački arheolozi ukazuju na značajne sličnosti u ponavljajućim motivima i elementima kompozicije s Kućom srebrnih vjenčanja gdje je grafit na sjevernom peristilu datiran 6. veljače 60. godine. To bi značilo da je struktura, a vjerojatno i Kuća princa od Napulja, posljednji put preuređena u drugoj polovici 50-ih godina naše ere. Njemački arheolozi smatrali su ukras skromnim prema standardima tog vremena i sugerirali da je pripadao predstavnicima niže srednje klase. Strocka ističe da su mramorni stolovi u atriju i vrtu dali malo dodatnog prestiža prema potrebi za goste ili obiteljska okupljanja. Također je primijetio da oskudan repertoar amblema i najjednostavnije forme motiva, kao i konvencionalna, ne baš profinjena priroda slika u trikliniju i eksedri odražavaju samo jednostavnu temu zaljubljenika u život i oličenje sreće bez ikakvog intelektualnog ili čak i filozofsko pretjerivanje.

## Stanovnici
Uz ukupnu površinu od samo 260 m2, Strocka je broj stanovnika procijenio na šest do deset članova obitelji, dva do pet robova i kalfi te dodatnu obitelj od najmanje četiri osobe u stanu na katu, za minimalno 12 do maksimalno 20-ak stanovnika. To se temeljilo na broju krevetnih niša i njihovom kapacitetu te procjeni na temelju veličine stana na katu, dodjeljujući 14 m2 stambenog prostora po osobi.
Na temelju svoje skromne veličine, manje od 1/10 veličine rasprostranjene Faunove kuće, najveće u Pompejima s 2940 m2, Strocka je teoretizirao da ti ljudi moraju pripadati nižoj srednjoj klasi. On također ukazuje na činjenicu da kada je kuća proširena (ili ponovno izgrađena) tijekom augustovsko - tiberijanskog razdoblja, cilj nije bio toliko dobiti više životnog prostora već dodati vrt, trijem i ukrasni triklinij kako bi se osiguralo više zraka i svjetla u nižerazrednoj imitaciji elitnih vila u predgrađu. Budući da se broj spavaćih soba nije promijenio, zaključio je da se obitelj nije povećala. Strocka zaključuje vjerojatnu prisutnost radionice ili trgovačke radnje u (i) ukazuje na to da je vlasnik kuće bio obrtnik ili mali trgovac. On primjećuje da je jedinstveni apotropejski raspored prozorskih otvora kako bi se olakšale linije pogleda iz vrtnog lararija u svaku glavnu prostoriju, dopunjen sekundarnom nišom lararija u kuhinji kako bi se proširio nadzor kućnih bogova na cubiciulum (c), kuhinju (g ) i ostava (h), upućuju na prostodušne, praznovjerne ljude. Također je zaključio da grubo sanirana šteta od potresa, čak i nakon 17 godina od velikog potresa 62., ukazuje na njihov pogoršan financijski status.

## Gledišta drugih arheologa
Penelope M. Allison primjećuje da su općeprihvaćene ideje o prostornoj organizaciji i funkciji u kućama u Pompejima prepune neutemeljenih analognih zaključaka, kao i kulturnih i društvenih predrasuda proizašlih iz učenja devetnaestog i ranog dvadesetog stoljeća. Ona naglašava da je osobito razdoblje između 62. 79 ne može se promatrati kao statička međufaza između dva velika seizmička događaja sa svim štetama prije erupcije pripisanim potresu 62 i naknadnim popravcima koji su uslijedili.
Njezino proučavanje 30 pompejanskih kuća atrijskog stila, uključujući Kuću princa od Napulja, otkrilo je raširene varijacije u strukturalnim stanjima popravka i distribuciji skupova nalaza po vrstama prostorija. Primijetila je da su obične promjene u kućanstvu i stalne smetnje neke vrste (vjerojatno niska seizmička aktivnost) koje su dovele do konačne erupcije proizvele različite obrasce oštećenja, popravaka, korištenja svlačionica i propadanja pompejskih kuća. Rekla je da postoji velika vjerojatnost da su procesi poremećaja, popravka i napuštanja bili mnogo manje uniformni i rašireni tijekom posljednjih desetljeća u složenom mozaiku poremećaja, izmjena i propadanja. Nadalje, procesi intruzije nakon napuštanja trajali su stoljećima. Ona primjećuje ne samo da se potres osjetio u Napulju tijekom Neronove vladavine, u konzulatu Gaja Laekanija i Marka Licina (Tacit Ann. 15, 34) i datiran u 64. CE,5 nego i tekstualni dokazi također pokazuju da seizmička aktivnost nije neobično u kampanskoj regiji (Seneca Natur. Quest. 6, 1, 2; Plinije ep. 6, 20, 3). Plinije Mlađi je u svom detaljnom opisu erupcije CE 79 ukazao da je nekoliko dana prije ove erupcije bilo potresa, ali da ljudi nisu bili posebno uznemireni jer su takvi potresi bili česti u tom području. Vjerovanje Plinija Starijeg (Nat. Pov. 2, 198) da se potresi mogu nastaviti i do dvije godine moglo se temeljiti na pojavama promatranim iz njegove baze u Misenumu blizu Napulja. Prema tome, pretpostavke da se posljednja faza Pompeja može identificirati kroz oštećenja i popravke njegovih zgrada i da se može datirati od CE 62 predstavljaju pogrešno tumačenje pisane dokumentacije.
U svojoj analizi nalaza amfora, ona komentira amfore koje sadrže građevinski materijal za popravak otkrivene u Casa del Menandro, Casa di Julius Polybius, Casa dei Quadretti Teatrali i Casa dell'Efebo. To znači da su u vrijeme erupcije u tijeku bili popravci u kućama mnogo većim i vjerojatno bogatijim od ove.
Strocka ukazuje na raspored lararija u vrtu i njegov vidokrug kroz različite strateški postavljene otvore kao indikaciju da su stanovnici bili religiozniji od prosječnih kućanstava ili onih obrazovane elite. Ali Allisonova studija pronašla je predmete povezane s vjerskim aktivnostima poput edikula u 17 od 30 kuća, uključujući daleko veću Menandrove kuće, a takvi su elementi pronađeni u pet tamošnjih soba. Strockina rasprava o vjerskim indikacijama uključuje i nišu pronađenu u kuhinji. Ali Allison ističe da, iako su niše ukrašene prizorima povezanim s Laresom ili koje sadrže male ritualne skulpture pronađene u nizu kuhinja drugdje u Pompejima, obično u strukturama bez edikula, neukrašene niše u Casa del Principe di Napoli također kao iu drugim strukturama oko Pompeja, mogla je poslužiti nekoj drugoj svrsi.

## Reference
- Strocka, Volker Michael. 1984. Hauser in Pompeji (Volume 1): Casa del Principe di Napoli. German Archaeological Institute. Berlin, Germany. ISBN 978-3803010322
- Allison, Penelope M. 2004. Pompeian Households: An Analysis of Material Culture (Monograph Book 42). Cotsen Institute of Archaeology Press. Los Angeles, CA. ISBN 9781938770944